# 루 베가
루 베가(Lou Bega, 1975년 4월 13일 ~ )는 독일의 가수이다.